# تاتیانا گویشچیک
تاتیانا گویشچیک (روسی: Татьяна Геннадиевна Гойщик؛ زادهٔ ۶ ژوئیهٔ ۱۹۵۲) دونده اهل اتحاد جماهیر شوروی سوسیالیستی است. از افتخارات وی میتوان به کسب مدال طلا ۴×۴۰۰ متر امدادی در بازی‌های المپیک تابستانی ۱۹۸۰ اشاره کرد.